# Coupe de l'Espérance
La Coupe de l'Espérance fu una competizione di rugby union che si tenne in Francia in sostituzione del campionato francese durante la prima guerra mondiale, essendo molti giocatori impegnati sul fronte. Le squadre schierarono principalmente ragazzi non ancora arruolati. Il trofeo venne assegnato solamente quattro volte (1916-1919) e non ha il valore di un campionato disputato regolarmente.

## Finali
| Date | Vincitori             | Punteggio | Finalisti        |
| 1916 | Stade Toulousain      | 8-0       | Stade Français   |
| 1917 | Stade Nantais UC      | 8-3       | Stade Toulousain |
| 1918 | Racing Club de France | 22-9      | FC Grenoble      |
| 1919 | Stadoceste Tarbais    | 4-3       | Aviron Bayonnais |